# 颉利苾
颉利苾（?—?），是唐朝初年薛延陀的贵族。真珠可汗夷男的儿子。638年，唐太宗在夷男的同意下，册封夷男的儿子拔灼和颉利苾（《新唐书》称大度设、突利失）为夷男属下的可汗，表面上是对他们尊崇，而是希望扩大他们之间的分歧。
似乎颉利苾、大度（诺真水战役的主将）、曳莽可能是指同一人，根据历史记载，对他们的描述似乎重叠很多，但目前尚不能确定。